# Gradski bedemi u Rijeci
Sjeverno od bočnog pročelja crkve Uznesenja Blažene Djevice Marije smješten je manji park, na rubu kojega je stari zid s otvorima za puškarnice i rupama za grede na kojima je počivao ophod za stražu. To je bio gradski bedem, svjedočanstvo drevnosti Staroga grada, povijesne jezgre Rijeka. Taj torzo je samo mali dio srednjovjekovnih zidina što su opasivale grad i Kaštel kao sjedište kapetana. 

## Povijest
Substrukcija tih bedema vuče porijeklo iz kasne antike, a njihova je trasa bila prilagođena konfiguraciji terena, izvorima vode i Rječini, u kojoj je bila luka. Od proglašenja Rijeke 1718. slobodnom lukom, bedemi su sputavali snažan urbanistički razvoj, pa je 1780. car Josip II. dozvolio njihovo rušenje. To je bilo fatalno za spomeničku baštinu, jer se njegova odredba hitro provela. Sačuvani dio torza slučajno je služio kao sjeverna ograda dvorišta samostana benediktinki, te je nakon njegova rušenja 1911. godine, spašen. Uz taj dio bedema tekao je odvojak potoka Lešnjak, koji se kod istoimene kule ulijevao u Rov iskopan oko gradskih zidina sve do kraja Korza. Voda iz Rova ulijevala se u more nedaleko od zgrade Radio Rijeke. Gradski bedem bio je koso usmjeren prema Rovu. S vanjske strane Sjevernog bedema vodio je put na obalu. Na tom je potezu sada kratka uličica Aldo Colonello, kojom se upućuje na Rječinu. Gradski je bedem trenutačno rastavljen i stoji "zaštićen" uz crkvu Uznesenja Blažene Djevice Marije .

## Vanjske poveznice
|  | Zajednički poslužitelj ima još gradiva o temi Znamenite riječke građevine |